# Distretto di Niğde
Il distretto di Niğde (in turco Niğde ilçesi) è uno dei distretti della provincia di Niğde, in Turchia.